# Callyspongia conica
Callyspongia conica är en svampdjursart som först beskrevs av Lendenfeld 1887.  Callyspongia conica ingår i släktet Callyspongia och familjen Callyspongiidae. Inga underarter finns listade i Catalogue of Life.